# Эскадроны смерти
«Эскадро́ны сме́рти» (исп. los escuadrones de la muerte) — вооружённые группы (боевая организация), занимающиеся внесудебными убийствами, пытками или похищениями людей в целях политических репрессий, геноцида, этнических чисток, контрреволюционного террора. Также эскадроны смерти тайно использовались рядом государств как крайняя мера борьбы с организованной преступностью в условиях неспособности существующих институтов решить проблему.
Эскадроны смерти можно назвать «подразделениями, создаваемыми или поощряемыми государством для похищения, уничтожения и запугивания преступников, оппозиции и враждебных элементов». Эта деятельность ведётся в законспирированном режиме, связь с государственными органами отрицается как самим государством, так и их участниками. К формированиям вида «эскадрон» в вооружённых силах государств словосочетание отношения не имеет.

## Цели и состав «эскадронов смерти»
Целями «эскадронов смерти» обычно являются те лица, которые представляют опасность или являются нежелательными для их организаторов и спонсоров. Это могут быть политические, религиозные и профсоюзные лидеры и активисты, журналисты, преступники, бездомные и беспризорные.
В качестве «эскадронов смерти» обычно выступают различные военизированные организации, специальные подразделения армии, полиции, наёмники или амнистированные преступники. Члены «эскадронов смерти», как правило, стремятся скрыть свою связь (если она есть) с правоохранительными и специальными органами государства или зарубежных спонсоров.

## История
Термин появился в Латинской Америке в 1960-х годах. Первоначально использовался как обобщённое название организаций «Белая рука», «Эскадрон смерти», «Сальвадорская антикоммунистическая бригада», «Карибский легион», «Центральноамериканский антикоммунистический фронт», «Око за око», «Пурпурная роза», «Новая антикоммунистическая организация», «Аргентинский антикоммунистический альянс» и ряда других, в большинстве своём действовавших в Гватемале и Сальвадоре. В этих странах создавались негосударственные (по крайней мере, официально) вооружённые отряды для противодействия партизанам и подпольщикам в то время, когда усилилось левое революционное движение и начались гражданские войны. Ведущую роль сыграли латифундисты и старшие офицеры полиции, против которых и был направлен партизанский террор. Латиноамериканские эскадроны смерти создавались при поддержке ЦРУ и союзных США режимов преимущественно для борьбы с коммунистическими силами.

### Бразилия
Применялись с конца 1960-х при военном правлении, одним из направлений деятельности являлась борьба с уголовной преступностью. Попытки противостояния мафии законными средствами (даже в условиях военного режима) являлись неэффективными: руководители преступных сообществ, благодаря связям с коррумпированными чиновниками и полицейскими, были практически недосягаемы для закона, привлечь к ответственности удавалось, в лучшем случае, рядовых исполнителей, да и то не всегда, обычным делом было давление на свидетелей и убийства. Борьбой с организованной преступностью занялись бразильские эскадроны смерти, сформированные из офицеров армии и спецслужб. Особую известность как организатор и командир эскадронов смерти приобрёл начальник политической полиции ДОПС Сержио Флеури.
Фактически они представляли собой тайную полицию, действующую так же, как и организованная преступность: запугивание, шантаж, бессудные убийства, взятие заложников. Связь эскадронов смерти с правящими кругами отрицалась. Жаловаться было бесполезно, да и некуда. Действуя ещё более жестоко и гораздо более профессионально, чем преступники, эскадроны смерти смогли переломить ситуацию: большинство лидеров преступных сообществ, в конце концов, удалось арестовать и судить вполне официально. 

### Гаити
В 1958 году была предпринята неудачная попытка военного заговора против президента Гаити Франсуа Дювалье. После подавления мятежа Дювалье сделал вывод о ненадёжности армии и полиции и приказал создать особые подразделения из добровольцев, лично преданных только ему. Были сформированы отряды тонтон-макутов, которые отличались жестокостью и фактически занимались рэкетом, террором, убийствами, похищениями, и запугиванием населения. Режим президента Франсуа Дювалье держался благодаря зверствам тонтон-макутов. Передав перед смертью власть своему сыну Жан-Клоду Дювалье, он рассчитывал, что они станут опорой и его режима. Став президентом, Жан-Клод провел ряд либеральных реформ и разрешил слабую критику своей власти, он создал новую силовую структуру Корпус Леопардов, в результате чего произвол тонтон-макутов был немного ограничен. В стране со временем начались антипрезидентские демонстрации, которые разгоняли силой с применением оружия. 7 февраля 1986 года Жан-Клод Дювалье и члены его семьи в результате массовых беспорядков покинули страну, и тонтон-макуты были окончательно распущены.

### Гватемала
Только за пять лет, с 1970 по 1975 год в Гватемале пропало без вести около 15 тысяч человек. Большинство из них считаются жертвами эскадронов смерти. В 1980-е годы, во время гражданской войны, жертвами массовых убийств стали индейцы майя. Принято считать, что в результате действий армии и проправительственных эскадронов смерти погибло более 75 тыс. индейцев. Около 50 тыс. майя бежали в Мексику.

### Сальвадор
Разветвлённая сеть полулегальных военизированных организаций на территории страны была создана в начале 1960-х годов, в состав формируемых групп вошли многие охранники из отрядов «чёрных касок». Основную ударную силу составляли резервисты армии и Национальной гвардии. Рядовой состав организации формировался, в основном, из деревенских бедняков, для которых служба была источником средств к существованию.
Самым многочисленным компонентом движения стала Национал-демократическая организация (ОРДЕН — аббревиатура названия организации, и одновременно — испанское слово «порядок») под управлением командующего Национальной гвардией, генерала Хосе Альберто Медрано. ОРДЕН действовал под лозунгом: «Ничто, сделанное для защиты родины, не может считаться противозаконным» и официально не был связан с государством (подготовка кадров, террористическая деятельность проводились полуподпольно, источники финансирования организации скрывались). ОРДЕН имел большое количество ячеек по стране и мог, при необходимости, мобилизовать до 100 000 человек.
В октябре 1979 года по требованию правительства ОРДЕН был расформирован, однако фактически личный состав просто перешел в иные созданные структуры (после начала гражданской войны часть личного состава была включена в «комитеты гражданской обороны»). С 1980 года ведущая роль в организации и обеспечении деятельности «эскадронов смерти» перешла к майору Роберто д’Обюссону (ранее занимавшему должность заместителя начальника военной разведки).
Осенью 1979 года д’Обюссон создает Национальный широкий фронт (FAN), осенью 1981 года — партию Националистический республиканский альянс (ARENA). Эти организации объединили действующие парамилитарные группировки и скоординировали их деятельность. Среди группировок этого и более раннего периодов и можно назвать: «Антикоммунистическая бригада имени Максимилиано Эрнандеса Мартинеса» (Brigada Anti-Comunista Maximiliano Hernández Martínez); «Союз белых воинов» (Unión Guerrera Blanca); «Вооружённая рука» (Mano Armada); «Фаланхе» — «Вооружённые силы антикоммунистического освобождения — война на истребление» (FALANGE — Fuerzas Armadas de Liberación Anticomunista — Guerra de Eliminación); «Антикоммунистический фронт освобождения Центральной Америки» (FALCA — «Frente Anti-comunista para la Liberación de Centroamérica»), «Вооружённые силы Регаладо» (Fuerzas Armadas de Regalado, FAR — по имени основателя Эктора Антонио Регаладо) и другие…
К ним примыкало Сальвадорское националистическое движение (MNS), созданное представителями крупного аграрного бизнеса и ультраправой интеллигенции во главе с Альфредо Мена Лагосом, Эрнесто Панама Сандовалем, Рикардо Паредесом, Армандо Кальдероном Солем (будущий президент Сальвадора). Финансовое и организационно-политическое содействие MNS оказывал крупный агробизнесмен Рикардо Вальдивьесо. Члены MNS активно участвовали в акциях «эскадронов» майора д’Обюссона.
«Эскадроны смерти» не столько воевали с повстанцами, сколько занимались целенаправленным уничтожением «нежелательных элементов», к которым относились руководители и рядовые члены любых демократических организаций, коммунисты, социал-демократы и христианские демократы, профсоюзные деятели. Несколько позже объектами террора эскадронов стали католические священники — десятки были обвинены в «сочувствии левым взглядам» и «антигосударственной деятельности». Самой резонансной акцией сальвадорских «эскадронов» стало убийство архиепископа Сан-Сальвадора Оскара Арнульфо Ромеро 24 марта 1980 года.

### Чили
Во время президентства Аугусто Пиночета в Чили существовал «Караван смерти», члены которого путешествовали на вертолете по Чили в период с 30 сентября по 22 октября 1973 года. Во время карательных операций они осуществили казнь по меньшей мере 75 человек. По данным неправительственной организации Memoria y Justicia, Караван убил 26 на юге и 71 на севере страны, в общей сложности 97 жертв.

### Нацистская Германия
Айнзацгруппы полиции безопасности и СД были созданы в 1938 году после присоединения Австрии к Германии. Особый размах их деятельность получила во время вторжения в Польшу и её оккупации (1939—1945), а также вторжения и оккупации СССР (1941—1944). Играли ведущую роль в «окончательном решении еврейского вопроса».
Целями айнзацгрупп были евреи, цыгане и другие так называемые «расово неполноценные», политическая интеллигенция, коммунисты, члены движения сопротивления и «асоциальные элементы».
Находились в совместном ведении и подчинении СС и РСХА, в частности Генриха Гиммлера и Рейнхарда Гейдриха. Состояли из служащих гестапо и уголовной полиции, Службы безопасности (СД), полиции порядка (ОрПо) и войск СС. Отчёты о деятельности айнзацгрупп с 1941 года направлялись непосредственно Гитлеру, Партийной канцелярии НСДАП и другим партийным и правительственным структурам нацистской Германии.
Расследованию деятельности айнзацгрупп был посвящён отдельный судебный процесс в рамках Последующих Нюрнбергских процессов, осудивший некоторых их руководителей как военных преступников.

### США (Американская зона оккупации)
Во время Второй Мировой войны в Американской зоне оккупации Германии действовали так называемые "Эскадроны Смерти майора Мэррея Беренса ", мечтавшего расквитаться с фашистами за уничтоженных ими евреев и до этого отличившегося своими достаточно радикальными способами ведения войны. Несмотря на то, что общее количество убитых "Эскадронами" пленных фашистов колеблется в пределах нескольких тысяч, они прославились весьма экзотическими способами убийства своих жертв, в частности выбрасыванием из окна или утоплением.

## Современность
К началу 1980-х годов эскадроны смерти, в большинстве своём, прекратили существование. Наиболее успешные из них приобрели легальный статус, отошли (по крайней мере, официально) от противозаконных действий и включились в обычный политический процесс. Например, в Сальвадоре в конце 1980-х к власти пришёл Национальный республиканский альянс — созданный тем же Д’Обюссоном наследник запрещённого в 1979 году движения ОРДЕН.
Но некоторые ультраправые военизированные организации продолжали действовать и в XXI веке. Так, «Объединенные силы самообороны Колумбии» («AUC») были демобилизованы лишь в 2006 году, а сальвадорская «Чёрная тень» действует до сих пор, занимаясь борьбой с бандами, в особенности — с Mara Salvatrucha (MS 13).
Испанский судья Бальтасар Гарсон выявил связь Министерства внутренних дел и спецслужб Испании с «эскадронами смерти», действовавшими в Стране Басков.